# Manuel Herrera
Manuel Herrera Yagüe (ur. 29 września 1981 w Madrycie) – hiszpański piłkarz występujący na pozycji bramkarza w Osasunie.

## Statystyki klubowe
| Sezon   | Klub           | Kraj      | Liga                          | Mecze | Bramki | Puchar Kraju | Mecze | Bramki |
| ------- | -------------- | --------- | ----------------------------- | ----- | ------ | ------------ | ----- | ------ |
| 2001/02 | Real Madryt C  | Hiszpania | Tercera División              | 18    | 0      | -            | -     | -      |
| 2002/03 | Casetas        | Hiszpania | Regional preferente aragonesa | -     | -      | -            | -     | -      |
| 2003/04 | Palamós CF     | Hiszpania | Segunda División B            | 31    | 0      | -            | -     | -      |
| 2004/05 | Levante B      | Hiszpania | Segunda División B            | 35    | 0      | -            | -     | -      |
| 2005/06 | Levante B      | Hiszpania | Segunda División B            | 24    | 1      | -            | -     | -      |
| 2005/06 | Levante UD     | Hiszpania | Segunda División              | 0     | 0      | -            | -     | -      |
| 2006/07 | Levante UD     | Hiszpania | Primera División              | 0     | 0      | -            | -     | -      |
| 2006/07 | Levante B      | Hiszpania | Segunda División B            | 31    | 1      | -            | -     | -      |
| 2007/08 | SD Eibar       | Hiszpania | Segunda División              | 4     | 0      | -            | -     | -      |
| 2008/09 | Levante UD     | Hiszpania | Segunda División              | 4     | 0      | -            | -     | -      |
| 2009/10 | Levante UD     | Hiszpania | Segunda División              | 20    | 0      | -            | -     | -      |
| 2010/11 | AD Alcorcón    | Hiszpania | Segunda División              | 34    | 0      | -            | -     | -      |
| 2011/12 | AD Alcorcón    | Hiszpania | Segunda División              | 42    | 0      | -            | -     | -      |
| 2012/13 | Elche CF       | Hiszpania | Segunda División              | 39    | 0      | -            | -     | -      |
| 2013/14 | Elche CF       | Hiszpania | Primera División              | 30    | 0      | -            | -     | -      |
| 2014/15 | Elche CF       | Hiszpania | Primera División              | 7     | 0      | Puchar Króla | 1     | 0      |
| 2015/16 | Real Saragossa | Hiszpania | Segunda División              | 23    | 0      | Puchar Króla | 1     | 0      |
| 2016/17 | Real Betis     | Hiszpania | Primera División              | 0     | 0      | -            | -     | -      |
| 2017/18 | CA Osasuna     | Hiszpania | Segunda División              | 1     | 0      | -            | -     | -      |

Stan na: 23 listopada 2017 r.